# River Nadder
Der River Nadder ist ein Fluss in Großbritannien. Er gehört zu den größten Zuflüssen des River Avon in Südengland.
Der River Nadder entspringt in zahlreichen Quellbächen, darunter dem Fonthill Stream und dem River Sem bei Donhead St Mary in den Kreidehügeln im südlichen Wiltshire. Er fließt ostnordöstlich durch das Nadder Valley an Tisbury vorbei. Im Park von Wilton House fließt er unter der berühmten Brücke im Stil des Palladianismus durch. Kurz nach Wilton fließt von links der River Wylye zu. Durch ein Feuchtgebiet mit zahlreichen Teichen und Verzweigungen fließt der Fluss weiter öst-südöstlich, bis er westlich von Salisbury in den Avon mündet. Am Pegel Tisbury beträgt der normale Wasserstand zwischen 0,56 und 0,67 m. Der höchste je gemessene Wasserstand war 2,92 m am 5. November 2000. Aufgrund der großen Bestände an Regenbogenforellen ist der Fluss bei Anglern beliebt.